# The Truth (Album)
The Truth (englisch für Die Wahrheit) ist das 21. Studioalbum des US-amerikanischen Musikers Prince, wobei er alle Songs arrangierte, komponierte und produzierte. Es erschien am 29. Januar 1998 bei seinem eigenen Musiklabel NPG Records und ist das fünfte Album, das er unter seinem unaussprechbaren Symbol als Pseudonym veröffentlichte. The Truth ist überwiegend ein Akustikalbum und als CD ausschließlich in Kombination mit Prince’ 20. Studioalbum Crystal Ball (1998) erhältlich. Anfangs konnte das Album nur über seine damalige Website käuflich erworben werden.
Erst im Dezember 2015 stand The Truth auch als separates Album bei Tidal als Download zur Verfügung, seit 2018 bieten es auch andere Musikstreaming-Dienste an. Im Juni 2021 veröffentlichte The Prince Estate („Der Prince-Nachlass“) das Album erstmals auf Schallplatte.
Die Musik zählt zu den Genres Contemporary R&B, Funk und Pop, die zuweilen spirituell angehauchten Liedtexte handeln meist von Liebe, Sex und zwischenmenschlichen Beziehungen. Prince veranstaltete keine nennenswerte Musikpromotion und in kommerzieller Hinsicht erreichte The Truth international keinen Gold- oder Platinstatus. Musikkritiker bewerteten das Album überwiegend positiv.

## Entstehung
Nachdem Prince im Oktober 1996 sein Album Emancipation fertiggestellt hatte, nahm er zwischen dem 1. Dezember 1996 und dem 30. März 1997 alle Songs zum Album The Truth auf und spielte diese in seinem Paisley Park Studio in Chanhassen in Minnesota ein. Gemäß Toningenieur Hans-Martin Buff (* 1969) spielte Prince das Titelstück und Don’t Play Me „von Anfang bis Ende in einem Durchgang“ ein, also genau so, wie die beiden Songs auf dem Album zu hören sind.
Ursprünglich sollte The Truth bei dem Musiklabel EMI-Capitol, mit dem Prince einen Vertrag abgeschlossen hatte, weltweit veröffentlicht werden. Doch im April 1997 wurde dieses zur EMI Group gehörende Label geschlossen und entsprechende Veröffentlichungspläne konnten nicht realisiert werden. Stattdessen kündigte Prince an, man könne The Truth ab Mai 1997 als Kompaktkassette in limitierter Auflage über seine damalige Website 1-800 New Funk.com online bestellen. Aber aus für die Öffentlichkeit unbekannten Gründen verwarf er dieses Vorhaben. Letztendlich erschien The Truth erst Ende Januar 1998 im Rahmen des Boxsets Crystal Ball, und die unveröffentlichte Kompaktkassette verschenke Prince an Freunde und Mitarbeiter wie beispielsweise Toningenieur Hans-Martin Buff.

## Gestaltung des Covers
Da The Truth als CD in dem Boxset Crystal Ball integriert ist, besitzt das Album kein eigenständiges Cover. Für die Covergestaltung der nicht veröffentlichten Ausgabe auf Kompaktkassette war Artdirector und Fotograf Steve Parke (* 1963) zuständig. Dieser war über die Nicht-Veröffentlichung enttäuscht; er hatte bereits ein „komplettes Layout“ fertiggestellt und meinte, das von ihm gemachte Foto von Prince sei zwar „auch so ganz gut“, aber als CD-Cover sei es „super“ gewesen. Das Copyrightzeichen auf der CD ist mit „1997“ datiert, obwohl das Album im Januar 1998 erschien.

## Musik und Liedtexte

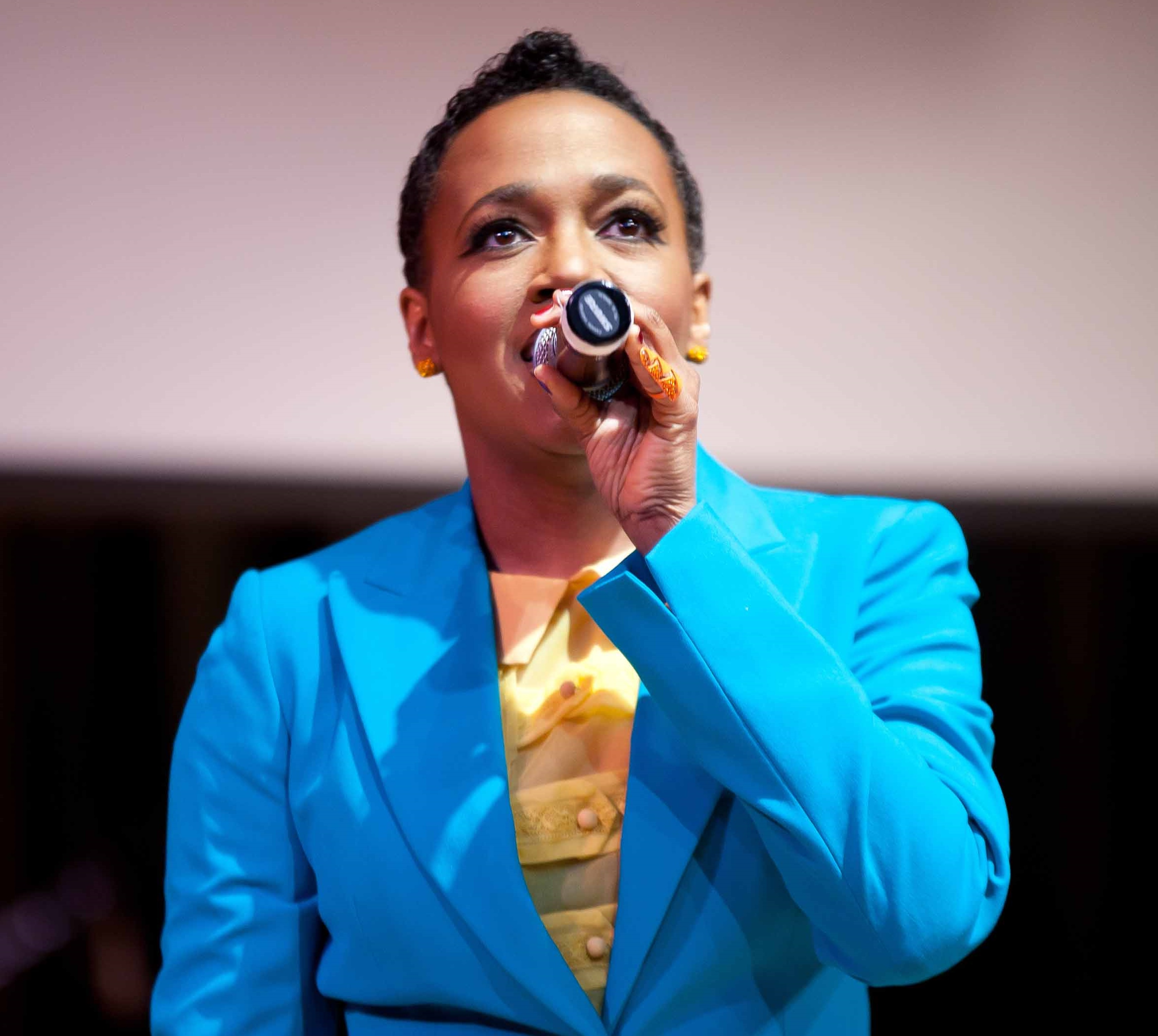
Dionne Farris, 2013

Inspiriert von Singer-Songwriterinnen wie Joni Mitchell und Tracy Chapman sowie von Bruce Springsteens Alben Nebraska (1982) und The Ghost of Tom Joad (1995) ist The Truth überwiegend ein zurückhaltendes Akustikalbum. Die Musik zählt zu den Genres Contemporary R&B, Funk und Pop. Während Prince’ Akustikgitarre durchgehend das dominierende Begleitinstrument ist, fügte er auch Verzierungen hinzu und spielt in vielen Songs auch Bassgitarre, Keyboard und Schlagzeug. Die beiden Stücke Animal Kingdom und Man in a Uniform schrieb er gemeinsam mit Rhonda Smith, damalige Bassistin in seiner Begleitband The New Power Generation.
Die Liedtexte handeln meist von Liebe, Sex und zwischenmenschlichen Beziehungen, zudem sind diese zuweilen spirituell angehaucht. Neben seinem charakteristischen Falsettgesang benutzt Prince auch tiefere Stimmlagen.
1. The Truth
Das Titelstück besitzt eine ruhige, eindringliche Intensität. Die spärliche, fast amateurhaft wirkende Produktion verstärkt den Song, der sich langsam zu einem patentierten Prince-Schrei im letzten Refrain steigert. Der Liedtext handelt von der Bedeutung von Verantwortung und das Treffen der richtigen Entscheidungen.[5]
2. Don’t Play Me
Ähnlich wie im Titelstück besitzt Don’t Play Me eine zuweilen intime Atmosphäre. Zudem enthält der Song einige ungewöhnliche Soundeffekte, die im Hintergrund dezent zu hören sind; beispielsweise das Geräusch eines Radios, das von Sender zu Sender springt.[5]
3. Circle of Amour
Das Stück besitzt eine der einprägsameren Melodien des Albums. Der Liedtext ist eine narrative Erzählung und thematisiert, wie vier Freunde von Prince’ High School einen Sex-Zirkel bilden.[5]
4. 3rd Eye
Der Song handelt von Adam und Eva im Garten Eden.[6]
5. Dionne Dionne Farris, 2013
Im Liedtext sieht sich Prince als verschmähter Liebhaber, der seiner Geliebten den „Champs-Élysées unter der Sonne hätte zeigen können“ oder mit ihr „bis zum Morgengrauen“ zur Musik von Henry Mancini hätte tanzen können. Als Inspiration diente ihm „ein Mädchen, das in London lebte“, sagte er im Jahr 1998. Im wahren Leben meinte Prince die US-Amerikanerin Dionne Farris (* 4. Dezember 1969), ehemalige Sängerin bei der Band Arrested Development, was sie eineinhalb Jahre nach seinem Tod bestätigte; sie habe ihn im Jahr 1995 getroffen, „tauschten Nummern aus“ und sei mit ihm drei Jahre in Kontakt geblieben.[5][6][7] Ob die beiden eine Affäre miteinander hatten, ist der Öffentlichkeit nicht bekannt.
6. Man in a Uniform
Zu Beginn ist eine Imitation des militärischen Hornsignals Reveille zu hören, das im Song immer wiederkehrt. Im Liedtext beschreibt Prince die weibliche Fantasie, Sex mit einem Mann in einer Uniform haben zu wollen.[6]
7. Animal Kingdom
Das Stück enthält einige ungewöhnliche Einspielungen, wie beispielsweise einen verzerrten Leadgesang und ein rückwärts gespieltes Gitarrensolo. Im Liedtext beschreibt Prince die Freuden des Veganismus.[5][6]
8. The Other Side of the Pillow
Im ausschließlich im Falsett gesungenen Song begehrt Prince eine Frau, die sowohl „kühl wie die andere Seite des Kissens“ als auch „verdorben wie Bonnie“ von Bonnie und Clyde ist. Der Song ist auch als Liveversion auf seinem Album One Nite Alone  … Live! (2002) zu hören.
9. Fascination
Der Track besitzt Einflüsse des Musikstils Calypso und der US-Schlagzeuger David „Fingers“ Haynes hat bei dem Song die Bassdrum eingespielt,[8] was Prince in den Liner Notes aber nicht erwähnte.[1][5] Die Textzeile „So called king gives birth 2 so called … Prince“ („Der so genannte König gebiert einen so genannten … Prince“) könnte eine Anspielung auf Michael Jackson sein, der auch als „King of Pop“ bezeichnet wird und am 13. Februar 1997 Vater eines Sohnes namens Michael Joseph Jackson Jr. wurde, dessen Spitzname „Prince“ ist.
10. One of Your Tears
Wie im Liedtext von Prince behauptet wird, entstand das Stück aus Rache für ein gebrauchtes Kondom, das ihm seine Geliebte geschickt hatte.[6]
11. Comeback
Das Stück spielt Prince ausschließlich auf einer akustischen Gitarre. Im Liedtext bekräftigt er seinen Glauben an das Jenseits, wie beispielsweise: „Wenn du einen geliebten Menschen verloren hast, denke niemals, dass er dich verlassen hat. Er wird wiederkommen“. Prince sagte, er habe den Song für einen „verlorenen Freund“ geschrieben, worauf spekuliert wurde, er thematisiere indirekt den Tod seines Sohnes im Oktober 1996. Mayte Garcia, Prince’ damalige Ehefrau, bestätigte im Jahr 2017 in ihrer Autobiografie, er sei tatsächlich von ihrem verstorbenen Sohn inspiriert worden.[9][10]
12. Welcome 2 the Dawn (Acoustic Version)
Der Liedtext handelt, ähnlich wie im Titelstück, von der Bedeutung und Verantwortung, die richtigen Entscheidungen zu treffen.[5] Den Song hatte Prince bereits im Januar 1997, also ein Jahr vor dem Erscheinungsdatum von The Truth, als B-Seite der Promo-Kompaktkassette The Holy River veröffentlicht. Die Kompaktkassette wurde aber nur über das internationale Buchhandelsunternehmen Borders Group vertrieben,[8] das im Jahr 2011 Insolvenz anmelden musste und seitdem nicht mehr existiert.

## Titelliste und Veröffentlichungen
| 1                                                             | The Truth                             | 3:33 |
| 2                                                             | Don’t Play Me                         | 2:47 |
| 3                                                             | Circle of Amour                       | 4:43 |
| 4                                                             | 3rd Eye                               | 4:53 |
| 5                                                             | Dionne                                | 3:10 |
| 6                                                             | Man in a Uniform a                    | 3:05 |
| 7                                                             | Animal Kingdom a                      | 4:01 |
| 8                                                             | The Other Side of the Pillow          | 3:20 |
| 9                                                             | Fascination                           | 4:55 |
| 10                                                            | One of Your Tears                     | 3:27 |
| 11                                                            | Comeback                              | 1:59 |
| 12                                                            | Welcome 2 the Dawn (Acoustic Version) | 3:17 |
| Spieldauer: 43:25 min.                                        |                                       |      |
| Autor aller Songs ist Prince a Autor: Prince und Rhonda Smith |                                       |      |

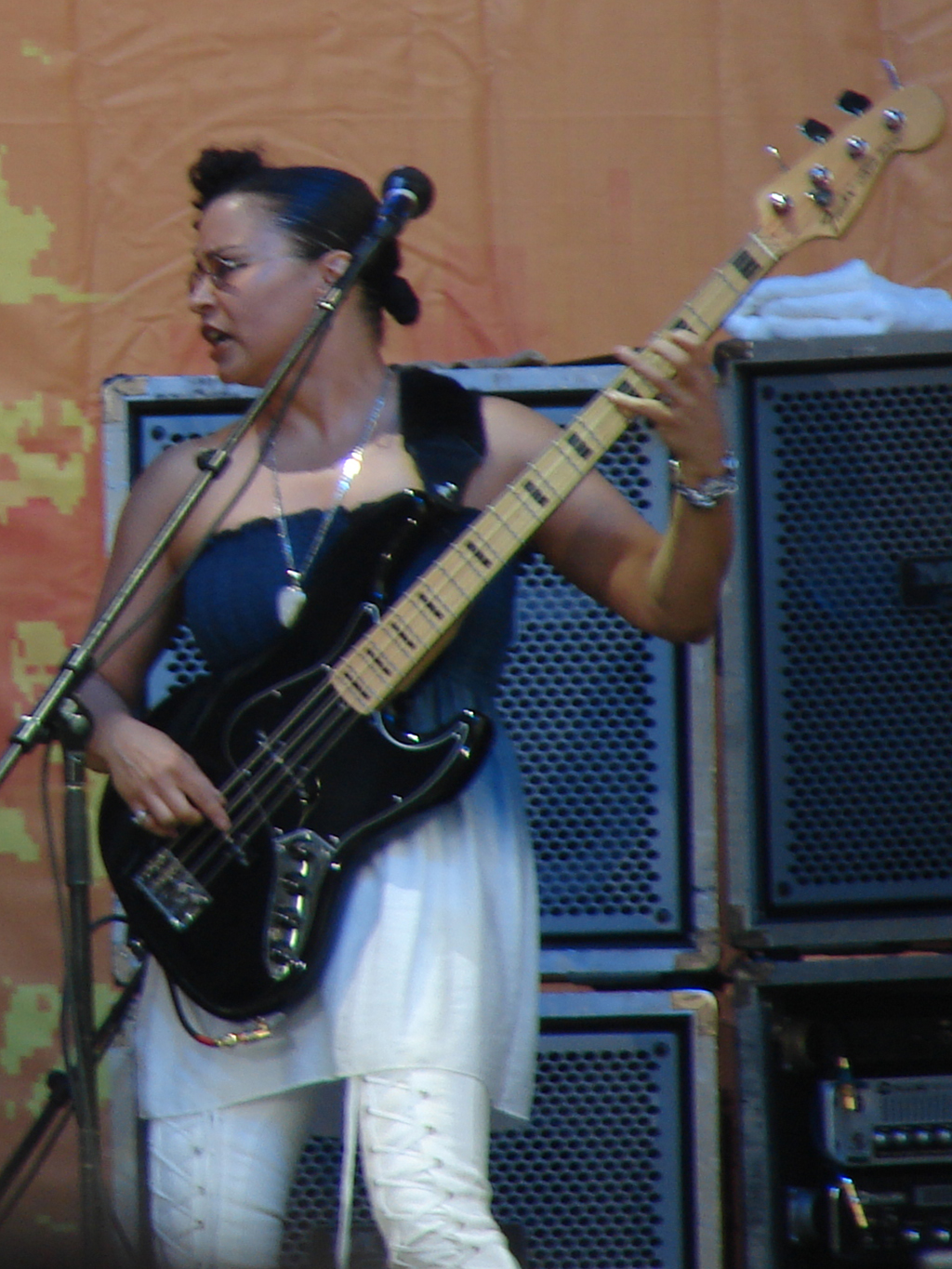
Rhonda Smith (2008) ist Co-Autorin von zwei Songs

- Die Verwendung des englischen Pronomens „I“ („Ich“) stilisierte Prince seit 1988 in fast allen Songs als „Augen-Symbol“.

The Truth wurde am 29. Januar 1998 im Rahmen des Boxsets Crystal Ball veröffentlicht. Das Album konnte anfangs nur über Prince’ damalige Website bestellt werden. Erst am 3. Dezember 2015 erschien The Truth auch als separates Album bei Tidal als Download und seit August 2018 kann es auch bei anderen Musikstreaming-Diensten heruntergeladen werden.
Anlässlich des Record Store Day am 12. Juni 2021 wurde das Album von The Prince Estate als LP in einer limitierten Auflage von 13.000 Exemplaren veröffentlicht. Fälschlicherweise werden bei dem Song The Other Side of the Pillow Bassistin Rhonda Smith, Keyboarder Renato Neto, Posaunist Greg Boyer, Schlagzeuger John Blackwell und Saxofonist Najee als weitere Musiker angegeben; genannte Musiker wirken aber nur in der Liveversion auf dem Album One Nite Alone … Live! (2002) mit. Am 9. Juni 2023 veröffentlichte The Prince Estate The Truth erneut als LP, diesmal aber nicht in limitierter Auflage und somit für alle Einzelhändler ohne zeitliche Begrenzung erhältlich.

### Singles
Am 14. Februar 1997, also ein Jahr vor der Veröffentlichung des Albums, brachte Prince das Titelstück als limitierte CD-Single für einen Kaufpreis von 15 US-Dollar (damals etwa 25 DM) über seine damalige Website 1-800 New Funk.com heraus. Als zweiter Track ist Don’t Play Me auf der CD-Single vorhanden. Musikvideos zu Songs vom Album The Truth produzierte Prince nicht.

### Coverversionen
Lediglich zwei Coverversion sind von den Albumsongs bekannt; die beiden Norweger Sofian Benzaim (* 1980) feat. Ole Staveteig (* 1968) veröffentlichten im Jahr 2008 eine neue Version von The Truth, die auf der 5-CD-Box Shockadelica: 50th Anniversary Tribute to the Artist Known as Prince zu hören ist. Im Jahr 2020 brachte Maceo Parker eine Coverversion von The Other Side of the Pillow auf seinem Album Soul Food – Cooking with Maceo heraus.

## Mitwirkende

### Musiker
Alle Songs wurden von Prince arrangiert, komponiert, produziert und vorgetragen. Zudem spielte er alle Musikinstrumente selbst ein, wobei folgende Personen die Aufnahmen ergänzten:
- Kathleen Dyson (als „Kat Dyson“) – Backing Vocals und Perkussion in Fascination
- Kirk Johnson – Backing Vocals und Perkussion in Fascination
- Mike Scott – Gitarrensolo in Fascination
- Rhonda Smith – Backing Vocals, E-Bass und Perkussion in Fascination; Bassgitarre in 3rd Eye, Animal Kingdom, One of Your Tears

### Technisches Personal
- Prince – Mixing
- Brian Gardner – Mastering
- Daniel Krieger (als „Kr“) – Lacquer Cut-Mastering der Vinyl-Ausgabe 2021
- Hans-Martin Buff – Mastering, Toningenieur
- Kirk Johnson – Programming der Drumcomputer in Circle of Amour, One of Your Tears
- Ric Wilson – Mastering
- Steve Parke – Albumdesign, Artdirector, Fotografie

## Rezensionen
| Professionelle Bewertungen      | Professionelle Bewertungen |
| ------------------------------- | --- |
| Kritiken                        | |
| Quelle                          | Bewertung |
| AllMusic                        | Sternsymbol · Sternsymbol · Sternsymbol · Sternsymbol · Sternsymbol                                                                       |
| New Musical Express             | Sternsymbol · Sternsymbol · Sternsymbol · Sternsymbol · Sternsymbol · Sternsymbol · Sternsymbol · Sternsymbol · Sternsymbol · Sternsymbol |
| Rolling Stone (USA)             | Sternsymbol · Sternsymbol · Sternsymbol · Sternsymbol · Sternsymbol                                                                       |
| Sidewalk.com                    | Sternsymbol · Sternsymbol · Sternsymbol · Sternsymbol · Sternsymbol                                                                       |
| Wilson & Alroy’s Record Reviews | Sternsymbol · Sternsymbol · Sternsymbol · Sternsymbol · Sternsymbol                                                                       |

Musikkritiker schrieben für The Truth zwar Rezeptionen, die überwiegend positiv ausfielen, gaben dem Album aber keine eigene Bewertungspunktzahl; die angegebenen Anzahl von Sternen beziehen sich auf das gesamte Boxset Crystal Ball.
Mark Brown von der Website Sidewalk.com zeigte sich begeistert und verteilte vier von fünf Sternen. Das Album stamme „wie aus einem Guss – scharf, bissig und lebendig“. Allein die Stimme von Prince, untermalt „von einer knackigen Akustikgitarre“, wirke „so fesselnd, dass es schwer ist, genau zu sagen, wie gut die Songs“ seien. Das Stück Circle of Amour beschrieb er als „eine der schönsten Balladen“, die Prince seit langem geschrieben habe, weil Ausführung und Produktion perfekt sei. Den Liedtext von Animal Kingdom über Veganismus bezeichnete Brown aber als „Anti-Milch-Hymne“ und „gelegentlich etwas überdreht“. Doch im Gesamtbild sei „die Zurückhaltung von The Truth ein Genuss“, zog er als Fazit.
Mike Goldsmith vom New Musical Express gab sieben von zehn Punkten. Er bezeichnete The Truth als „kleinere Offenbarung“ und meinte, es sei Prince’ „Unplugged-Album“, auf dem er „mit Leichtigkeit“ zwischen Musikgenres wie 1960er-Jahre-Soul, Akustik-Funk und Easy Listening gleite. Vor allem hob Goldsmith das Stück Comeback lobend hervor, das „nach Nichts klingt“, was Prince zuvor jemals aufgenommen habe.
James Hunter vom US-Musikmagazin Rolling Stone verteilte dreieinhalb von fünf Sternen. Auf dem Titelstück wirke Prince wie Tracy Chapmans älterer Bruder, „das formale Genie“, das „mit seiner akribisch natürlichen Gesangsstimme harte Fragen über Verantwortung und Ehrlichkeit“ stelle. Es sei „interessant, ihn ohne seine üblichen musikalischen Konstrukte zu hören“. In Songs wie Don’t Play Me und One of Your Tears überdenke Prince „seinen sensationellen Studiostil und poliert alles auf den feinen Glanz einer oder zweier Gitarrenlinien.“ Aber „der Schocker“ des Albums sei die „mit einer leise verdrehten Rhythmus-Spur“ an Joni Mitchell erinnernde Ballade Circle of Amour.
Stephen Thomas Erlewine von AllMusic gab drei von fünf Sternen. Er beschrieb The Truth als „großartiges kleines Album mit einer ähnlichen Atmosphäre“ wie Chaos and Disorder (1996), „aber mit stärkeren“ Songs. Es sei eine Freude, Prince „in einer so strukturierten Form arbeiten zu hören“. Er liefere ein „angenehmes Pop-Album“ mit Einflüssen von Blues, „geradlinigen Pop“ und Soul ab, womit er beweise, „sein Talent nicht verloren“ zu haben.
Die beiden Musikjournalisten David Wilson und John Alroy gaben ebenfalls drei von fünf Sternen. Einige Songs wie das „düstere“ Titelstück und „das sanfte Liebeslied“ The Other Side of the Pillow wirkten „konzentriert und überzeugend“, die „vegane Arena-Rock-Nummer“ Animal Kingdom beschrieben sie sogar als „schockierend gut“. Der „nüchterne Sound“ des Albums sei „effektiv“, vorausgesetzt, Prince halte sich daran; „zu oft kann er sich nicht zurückhalten und schichtet störende Hintergrundgeräusche oder überflüssige Keyboard-Parts“ in Songs wie beispielsweise in Don’t Play Me. Außerdem existiere „viel Easy-Listening-Füllmaterial“ wie in Circle of Amour, Dionne und Fascination – Softrock im Stil von Steely Dan sei nicht Prince’ Stärke. Letztendlich spreche aber The Truth, „wie die meisten von Prince’ Werken aus den späten 1990er Jahren“, die „breite Öffentlichkeit nicht an“, meinten Wilson und Alroy.
Jim Walsh von der Zeitung St. Paul Pioneer Press verteilte zwar keine Note, zeigte sich aber sehr enttäuscht. Zwar existierten mit Circle of Amour, Dionne und dem „lässigen Liebeslied“ The Other Side of the Pillow „ein paar sommerlich-leichte Leckerbissen“, aber viele Songs enthielten von Prince willkürlich gesetztes Fingerschnippen, „spärliche Verzierungen und Umgebungsgeräusche sowie akustische Gitarrenarbeit“, die Leo Kottke „zum Grinsen bringen würden“. Zudem philosophiere Prince in den Liedtexten unnötig und übermäßig. Songs wie der „Reinkarnationsaufguss“ Comeback, das „hölzerne“ Man in a Uniform und die „langweilige Ballade“ One of Your Tears bezeichnete Walsh als „unauffällige Albumfüller“.
Per Nilsen, Autor mehrerer Prince-Bücher und im Jahr 1998 intensiver Beobachter seiner Karriere, war von The Truth ebenfalls enttäuscht. Er vertrat die Meinung, die Musik wirke „größtenteils träge und etwas düster“. Von Prince’ „üblichen aufwendigen Arrangements und Produktionstechniken“ befreit, müssten die Songs und Melodien für sich alleine stehen, was im Wesentlichen das Problem des Albums darstelle: viele Tracks „sind harmonisch zu monoton“ und mit Melodien versehen, die sich „kaum auf- und abwärts“ bewegten. Zudem setze „die Hälfte der Songs auf altbewährte Blues-Progressionen und Harmonien“. Dadurch wirke die Musik im Endergebnis „größtenteils ereignislos“ und laufe „manchmal Gefahr, langweilig zu werden“. Einige Stücke „klingen überhastet und unfertig“ – nur wenige hinterließen einen deutlichen oder bleibenden Eindruck.

## Kommerzieller Erfolg

### Chartplatzierungen
| ChartsChartplatzierungen       | Höchstplatzierung | Wochen |
| ------------------------------ | ----------------- | ------ |
| Vereinigte Staaten (Billboard) | 64 (1 Wo.)        | 1      |

Im Jahr 1998 wurde The Truth nur in Kombination mit Crystal Ball veröffentlicht und erzielte Platz 62 der US-Hitparade. In anderen Ländern konnte sich das Album damals nicht platzieren. Als The Truth im Juni 2021 als separates Album auf Vinyl veröffentlicht wurde, erreichte es Platz 64 der US-Hitparade, Platz 24 in Dänemark, Platz 26 in Portugal und Platz 31 in den Niederlanden. In Deutschland, Österreich, der Schweiz und im Vereinigten Königreich konnte sich The Truth nicht platzieren.

### Musikverkäufe
Nach Prince’ eigenen Angaben wurde das Boxset Crystal Ball weltweit 250.000 Mal verkauft, inklusive der Absatzzahlen über seine damalige Website.